# Florin Ciupitu
Florin Ciupitu (n. 22 ianuarie 1987) este antrenorul secund al echipei de handbal CS Rapid București și antrenorul echipei naționale de handbal pe plajă a României pentru junioare.
A debutat ca antrenor principal la o echipă de senioare la vârsta de 22 de ani la echipa HC Activ CSO Plopeni după ce a fost numit în locul lui Petre Dorin. A antrenat HC Activ CSO Plopeni din anul 2009 pană în decembrie 2015 când a acceptat propunerea de a prelua echipa a doua a CSM București formată din junioarele I ale clubului. Cu echipa de junioare I a clubului bucureștean a câștigat de 3 ori la rând Campionatul Național de Junioare I: sezonul 2015-2016 (turneul final de la Râmnicu Vâlcea), sezonul 2016-2017 (turneul final de la Drobeta-Turnu Severin) si sezonul 2017-2018 (turneul final de la Târgu Mureș)
Din august 2018 a revenit la echipa HC Activ CSO Plopeni pe care a calificat-o în premieră la turneul semifinal pentru promovare in Liga Națională. După această performanță Consiliul Județean Prahova, în 2019, a decis înființarea echipei CS Activ Prahova Ploiești care a preluat jucătoarele echipei HC Activ CSO Plopeni precum și banca tehnică.. În sezonul 2019-2020 chiar la primul an de la înființare a reușit promovarea echipei pe prima scenă a handbalului românesc .

## Palmares
- Campionatul Național de Junioare I:
  -  Medalie de aur: 2016, 2017, 2018

- Campionatul Național de Junioare V:
  -  Medalie de argint: 2013